# Listă de scriitori indieni
Aceasta este o listă de scriitori indieni.

## A
Aravind Adiga - Mulk Radž Anand -

## D
Džibanananda Das -

## N
Sarodžini Naidu -
Rasipuram Krišnasvami Narajan -

## P
Premčand -

## R
Radža Rao -
Salman Rushdie -

## S
Vikram Seth - Kušvant Singh -

## Š
Šudraka -

## T
Surjakant Tripathi 'Nirala' -